# Borek Strzeliński

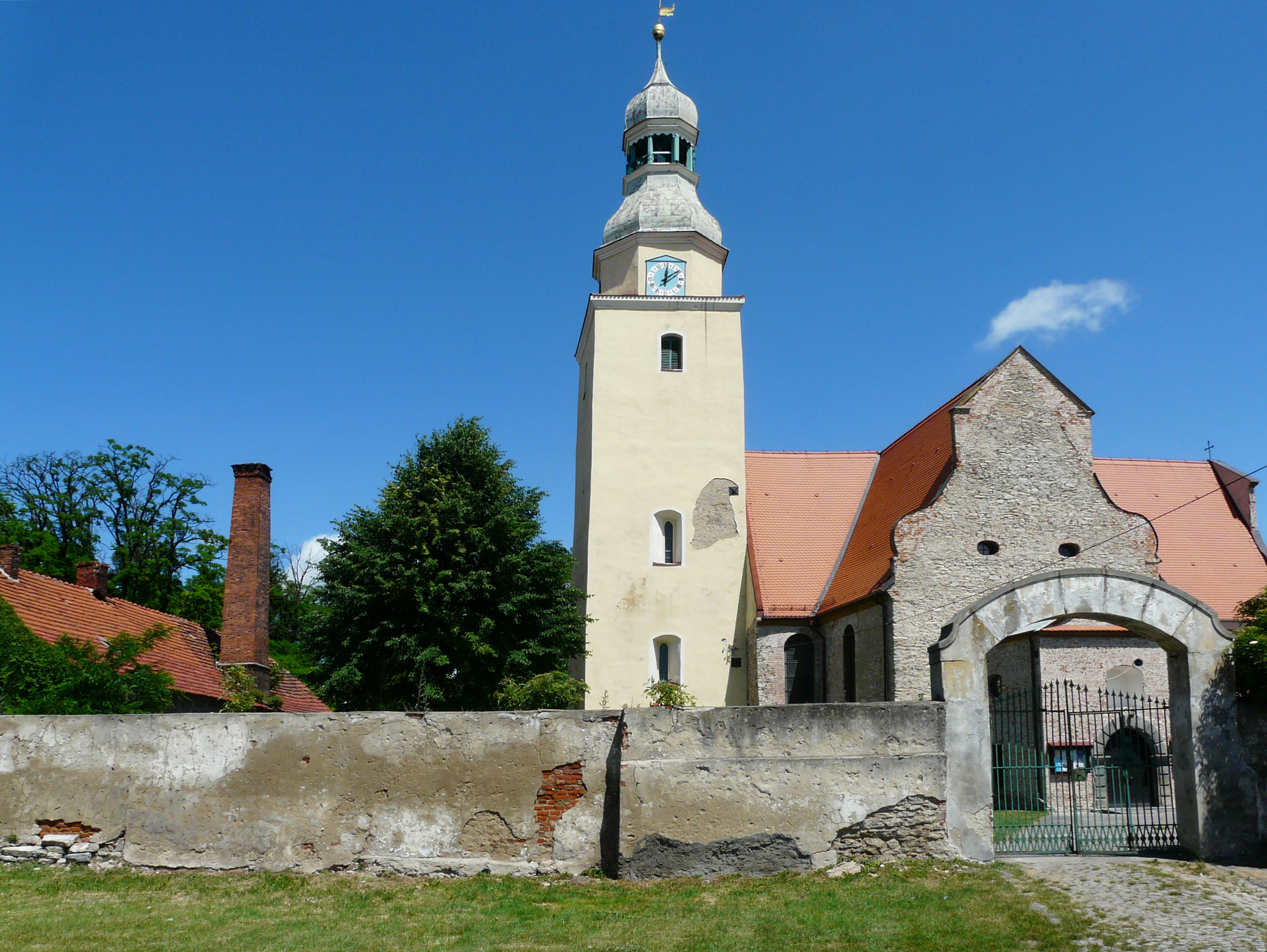
St.-Lorenz-Kirche

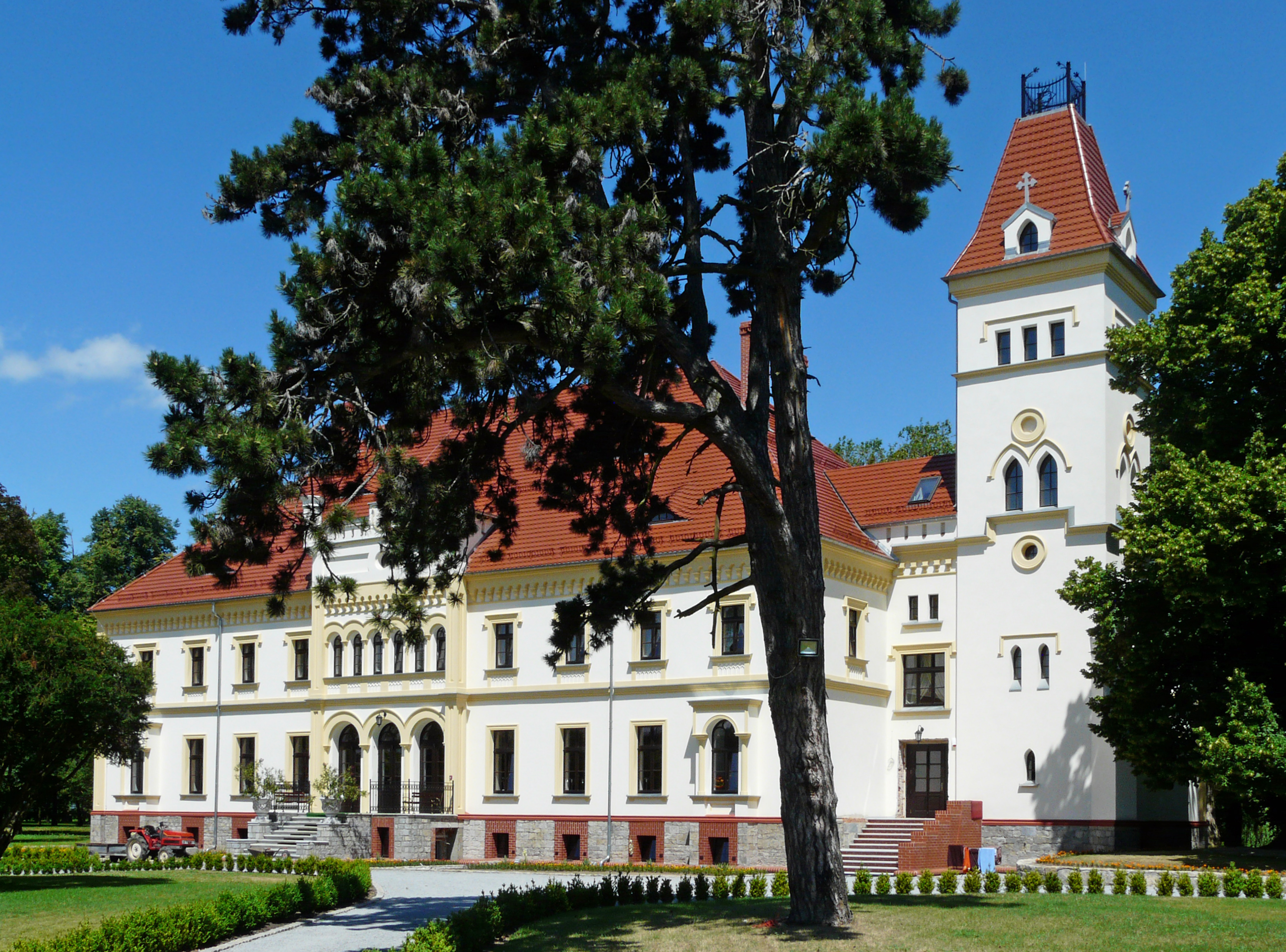
Schloss Großburg

Borek Strzeliński (deutsch Großburg) ist ein Dorf in der Landgemeinde Borów (Markt Bohrau) im Powiat Strzeliński (Kreis Strehlen) in der Woiwodschaft Niederschlesien in Polen.

## Lage
Borek Strzeliński liegt ca. zehn Kilometer nördlich von Strzelin (Strehlen).

## Geschichte
„Borech“ wurde erstmals 1155 urkundlich erwähnt. Weitere Bezeichnungen waren Boreck, Borck, Bork, Borek, Borkum, Grossburg und Großburg.
Spätestens 1232 schenkte Herzog Heinrich der Bärtige den Ort zusammen mit Krentsch, Schweinbraten, Klein Lauden und Ottwitz dem Bischof von Lebus. Dieser Besitz wurde 1552 vom letzten katholischen Lebuser Bischof Johann von Horneburg an den Hauptmann von Sommerfeld Gottfried von Kanitz auf Porschwitz (Parszowice) verkauft und als Lehnsbesitz verliehen. Der Lehnbrief wurde erst am 28. März 1553, nach der Genehmigung durch das Lebuser Domkapitel zu Fürstenwalde, ausgestellt. Bischof und Domkapitel behielten die Lehnsoberhoheit, die nach der Säkularisation des Bistums an die Kurfürsten von Brandenburg überging. Hierdurch entstand die Besonderheit, dass Großburg kein Teil des  Herzogtums Schweidnitz war, sondern eine Exklave der Markgrafschaft Brandenburg. Als nach dem Ersten Schlesischen Krieg 1742 der größte Teil Schlesiens an Preußen fiel, wurde die Exklave Großburg eingegliedert.
1910 erhielt Großburg einen Eisenbahnanschluss. Vor dem Zweiten Weltkrieg lebten 834 Einwohner (1939) in dem Dorf. Zwischen 1818 und 1945 war es dem Landkreis Strehlen zugehörig. Nach Kriegsende wurde Großburg von der sowjetischen Besatzungsmacht zusammen mit fast ganz Schlesien unter polnische Verwaltung gestellt. Die Polen führten für Großburg die Ortsbezeichnung Borek Strzeliński ein. Soweit noch deutsche Bewohner anwesend waren, wurden diese in der Folgezeit von der örtlichen polnischen Verwaltungsbehörde vertrieben. Die neu angesiedelten Bewohner stammten teilweise aus Ostpolen, das an die Sowjetunion gefallen war.

## Sehenswürdigkeiten
- katholische Pfarrkirche St. Laurentius und Antonius (kościół parafialny pw. św. Antoniego i św. Wawrzyńca), vor 1945 protestantische Pfarrkirche, diente nach dem Dreißigjährigen Krieg als Zufluchtskirche. Es ist ein gotischer Saalbau, im Inneren ist eine von Anfang des 18. Jahrhunderts stammende  Kassettendecke mit Akanthus und Blumen, Wappen sowie Sonne und Mond.[4]
- Schloss Großburg (pałac), in den 1850er und 1860er Jahren im Stil der Neogotik für die Familie von Schönermarkt erbaut[5]

## Persönlichkeiten
- Ernst von Rentz, Generalmajor
- Robert Rößler, Schriftsteller und schlesischer Dialektdichter